# Echinopepon racemosus
Espèce
Echinopepon racemosus est une espèce de plantes à fleurs de la famille des Cucurbitaceae.